# Сезон циклонов южной части Тихого океана 2010 года
Сезон циклонов южной части Тихого океана 2010 года — период года, когда тропические циклоны формируются в южной части Тихого океана, к востоку от 160° восточной долготы. Сезон официально начался 1 ноября 2010 года и завершился 30 апреля 2011 года, однако любые тропические циклоны, сформировавшиеся в Тихом океане с 1 июля 2010 года по 30 июня 2011 года также относятся к этому сезону.
Мониторинг циклонов южной части Тихого океана осуществляется Региональным специализированным метеорологическим центром (RSMC) в Нанди (Фиджи), и Центром предупреждения о тропических циклонах (TCWC) в Веллингтоне (Новая Зеландия). Неофициально в наблюдениях участвует Объединенный американский военно-морской центр по предупреждению тайфунов (JTWC), обозначая тропические циклоны цифрой и суффиксом P. RSMC в Нанди и TCWC в Веллингтоне используют австралийскую шкалу интенсивности циклонов, и оценивают скорость ветра с периодичностью в 10 минут, а JTWC оценивает скорость ветра ежеминутно и использует шкалу ураганов Саффира — Симпсона.

## Сезонные прогнозы

### Региональный специализированный метеорологический центр в Нанди
В октябре 2010 года Региональный специализированный метеорологический центр (RSMC) в Нанди опубликовал свой прогноз на сезон 2010 года. В этом прогнозе говорилось, что активность циклонов будет близка к средней, с образованием от 7 до 9 тропических циклонов в южной части Тихого океана. Ожидалось, что четыре тропических циклона перерастут в сильные циклоны, тайфуны, в течение сезона. RSMC в Нанди также предсказывал, что основным регионом развития тропических циклонов будет область между Фиджи, Самоа и Коралловым морем и, следовательно, ожидалось, что Новая Каледония, Вануату, Фиджи и Соломоновы Острова будут подвержены бо́льшему риску, чем страны к востоку о линии перемены дат.

### Национальный институт водных и атмосферных исследований
В октябре 2010 года Метеорологическая служба Новой Зеландии и новозеландский Национальный институт водных и атмосферных исследований (NIWA) опубликовали прогноз тропических циклонов от имени сотрудничающих организаций южной части Тихого океана, в который вошли отчеты Австралийского бюро метеорологии, Национального управления океанических и атмосферных исследований (NOAA), метеорологической службы Фиджи, Метео-Франс и других тихоокеанских островных метеорологических служб. Сотрудничающие организации предсказывали 9-12 тропических циклонов в течение сезона, с активностью в южной части Тихого океана около средней или выше средней для девяти тропических циклонов. Ожидалось, что как минимум три циклона получат третью категорию по шкале Саффира — Симпсона, а один станет циклоном четвёртой категории.
Каждый год тропические циклоны оказывают значительное влияние на южную часть Тихого океана, а наибольшее их количество случается в районе Вануату и Новой Каледонии. В течение сезона повышенный риск, связанный с тропическими циклонами, формирующимися в районе Кораллового моря и/или северной Тасмании, несут Папуа — Новая Гвинея, Новая Каледония, Соломоновы Острова, Новая Зеландия и Вануату. Обычный риск несут Фиджи и Тонга, небольшой риск — острова к востоку от линии перемены дат.

## Тропические циклоны

### Тропическая депрессия 01F
Первый тропический циклон сезона, тропическая депрессия 01F, был впервые идентифицирован 24 ноября к западу от Фиджи. Понемногу усиливаясь, циклон медленно перемещался на юго-юговосток. На следующий день, после резкого перемещения на юго-запад, циклону был присвоен идентификатор 01F. В это время он был около Вануату. Постепенно усиливаясь, 25 ноября циклон развился до тропической депрессии. Расположенная вдоль восточного края атмосферной впадины, депрессия переместилась на восток-юговосток и продолжала перемещаться в этом направлении ещё несколько дней. Несмотря на то, что циклон оказался над тёплыми водами, с температурой около 30С°, постоянные порывы ветра помешали этой системе стать организованной.
27 ноября циклон переместился в менее благоприятный регион, но продолжил усиливаться и становиться более организованным. Несмотря на ураганные ветры, депрессия не получила классификацию по шкале ураганов Саффира — Симпсона как тропический циклон, так как эти ветры находились на удалении 110 километров от центра циклона. Во второй половине дня 28 ноября депрессия достигла минимума атмосферного давления в 999 гПa (мБар). В течение нескольких следующих дней, с продвижением системы на юг, произошло её постепенное ослабление. К 30 ноября депрессия была деклассифицирована как тропический циклон и в последний раз была замечена 1 декабря около линии перемены дат.
26 ноября на Фиджи было объявлено штормовое предупреждение, так как ожидалось что депрессия принесёт проливные дожди и сильные ветры в регионе. В низменных районах ожидалось наводнение. С приближением системы к стране уровень предупреждения был повышен до тайфуна. Все предупреждения, связанные с депрессией, были отменены 29 ноября, по мере удаления циклона от Фиджи. Циклон принёс порывы ветра и проливные дожди на острова Ватулеле и Кадаву, без причинения ущерба.

### Тропическое возмущение 02F
31 декабря региональный специализированный метеорологический центр в Нанди (RSMC) доложил об области пониженного давления, присвоив ей идентификатор «02F». Система в дальнейшем не развивалась и 2 января RSMC опубликовал финальный отчёт о ней.

### Тропический шторм Ваня
Основная статья: Ваня
31 декабря региональный специализированный метеорологический центр в Нанди (RSMC) доложил об области пониженного давления, присвоив ей идентификатор «03F». Тропическое возмущение постепенно набирало силу и 9 января RMSC в Нанди доложил, что возмущение переросло в тропическую депрессию. Проливные дожди на Фиджи, связанные с этим возмущением вызвали значительные наводнения на многих островах. Некоторые дороги были временно закрыты из-за подъёма уровня воды, но жилые дома не пострадали. 11 января Объединенный американский военно-морской центр по предупреждению тайфунов (JTWC) инициировал штормовые предупреждения и наблюдал за циклоном, присвоив ему номер 05P. На следующий день RSMC в Нанди присвоил циклону 1 категорию и назвал его «Ваня». Позже в этот же день RSMC в Нанди доложил, что Ваня усилился до 2-й категории тропических циклонов. Утром следующего дня RSMC в Нанди перевёл циклон в 3-ю категорию, тропический шторм. Вечером 13 января RSMC в Нанди доложил, что Ваня потерял силу и перевёл циклон во 2-ю категорию тропических циклонов. Впоследствии, 14 января циклон был понижен до 1-й категории. 15 января JTWC опубликовал последнее штормовое предупреждение о циклоне. Вскоре, после окончательных консультаций, RSMC в Нанди перевёл циклон в категорию тропических депрессий.

### Тропическое возмущение 04F
5 января метеорологическая служба Фиджи опубликовала бюллетень о наблюдении тропического возмущения «04F», развивающегося около Новой Каледонии. Заключённый в муссоне с небольшими порывами ветра, циклон мог достичь поверхности земли. Однако большинство моделей прогноза не показали дальнейшего развития системы. К 6 января давление в центре циклона понизилось до 1002 гПа (мбар), но вскоре после этого он ослабел. Циклон оставался в основном около Новой Каледонии, окончательно рассеявшись 7 января, что отражено в отчёте метеорологической службы Фиджи

### Тропический циклон Зелия
16 января Объединенный американский военно-морской центр по предупреждению тайфунов (JTWC) и метеорологическая служба Фиджи (RSMC) в Нанди доложили, что тропический шторм Зелия пересёк 160° восточной долготы и вошёл в южный Тихий океан как тропический циклон третьей категории. На следующий день RSMC в Нанди понизило категорию Зелия до второй. По мере того, как Зелия теряла силу и перестала представлять угрозу для Фиджи, RSMC окончательно классифицировал циклон как тропическое возмущение. Вечером 17 января JTWC сообщил, что Зелия быстро слабеет и движется в сторону Новой Зеландии. Согласно прогнозам ожидалось, что Зелия ударит по Норфолку, но вместо этого циклон сместился в сторону и ослабел. Австралийское бюро метеорологии сообщило, что на острове наблюдается штормовой ветер и волны высотой до 7 метров. Кроме того, сообщалось что Зелия принесёт порывы ветра до 120 км/ч (75 mph) в Новую Зеландию. По данным СМИ, проливные дожди и штормовой ветер ощущались по всей стране. Также сообщалось о случившемся оползне.

### Тропический циклон Вилма
Основная статья: Вилма
Утром 19 января RSMC в Нанди доложил, что тропическое возмущение «06F» образовалось в области пониженного давления в 665 километрах к северо-востоку от Нанди, Фиджи. В этот же день воздушные потоки, окружающие возмущение, стали более организованными и утром 20 января RSMC сообщил, что циклон усилился до тропической депрессии. 22 января Объединенный американский военно-морской центр по предупреждению тайфунов (JTWC) начал мониторинг системы тропического циклона «08P». Позже в этот же день RSMC перевёл тропическую депрессию «06F» в категорию тропических циклонов и назвал её «Вилма». Утром 24 января RSMC присвоил Вилме вторую категорию тропического циклона. Позже в этот же день RSMC доложил, что Вилма усилилась до третьей категории. Вилма продолжала усиливаться и 26 января RSMC перевёл её в 4-ю категорию тропических циклонов. Утром 27 января Вилма вошла в зону ответственности метеорологической службы Новой Зеландии (TCWC) в Веллингтоне. Через несколько часов TCWC взяла Вилму под полную ответственность и понизило оценку циклона до третьей категории. Вилма продолжала ослабевать и TCWC вновь снизила оценку до тропического циклона. 28 января JTWC опубликовал последнее штормовое предупреждение, докладывая что циклон ушёл на юго-восток вдоль побережья Северного острова и стал внетропическим. Через несколько часов TCWC Веллингтон понизило его оценку до низкой, больше не считая циклон тропическим.
В Американском Самоа сильные порывы ветра разрушили крыши строений, повалили деревья и вывели из строя электроснабжение. Проливные дожди привели также к нескольким оползням, но общий ущерб был небольшим. При этом международный аэропорт Паго-Паго был закрыт и губернатор Американского Самоа, Тогиола Тулафоно отдал распоряжение местным органам власти оказать содействие нуждающимся. После прохождения циклона Вилма над Американским Самоа, штормовое предупреждение получили на Тонга и островах Лау. Утром 25 января Вилма обрушилась на Тонга в виде сильного тропического циклона. Основные разрушения произошли на островах Хаапай государства Тонга.

### Тропическая депрессия 07F
Вечером 21 января RSMC в Нанди сообщил, что тропическое возмущение «07F» образовалось в 570 километрах к северо-западу от Нумеа, в Новой Каледонии. В течение следующего дня возмущение постепенно становилось всё более организованным, и вечером RSMC доложил, что циклон вырос до тропической депрессии. Утром 22 января RSMC опубликовал финальный отчёт о тропической депрессии и циклон перешёл в зону ответственности метеорологической службы Новой Зеландии (TCWC). Через несколько часов служба сообщила, что циклон ослаб и больше не является тропическим.

### Тропический шторм Энтони
24 января региональный специализированный метеорологический центр в Нанди (RSMC) и Объединенный американский военно-морской центр по предупреждению тайфунов (JTWC) сообщили, что тропический циклон Энтони переместился в южную часть Тихого океана. Однако на следующий день циклон ослаб и RSMC в последнем отчёте снизил оценку циклона до низкой. Позже в тот же день JTWC также опубликовал своё последнее штормовое предупреждение, относящееся к данному циклону.

### Тропический циклон Яси
Утром 26 января RSMC в Нанди сообщил об области низкого давления в тропическом возмущении, присвоив ему идентификатор «09F». Циклон медленно усиливался и утром следующего дня RSMC повысил его оценку до статуса тропической депрессии. Согласно наблюдениям RSMC, конвекция воздушных потоков была большой и центр циклона было достаточно сложно обнаружить. 30 января 09F стал намного более организованным и JTWC начало слежение за системой тропического циклона «11P». Также 30 января RSMC перевёл 09F в первую категорию тропических циклонов и присвоил ему имя Яси. Циклон в это время находился в 510 км к северо-востоку от Порт-Вила, Вануату. В течение дня Яси усиливался и приближался к Соломоновым Островам и Вануату. Утром 31 января RSMC в Нанди сообщил, что Яси усилился до второй категории, а затем и до тяжёлого тропического циклона. Во второй половине дня JTWC и RSMC в Нанди сообщили, что циклон пересёк меридиан 160° в. д. и вышел из бассейна южной части Тихого океана по направлению к Австралии, где обрёл ещё большую силу перед ударом по Квинсленду в первых числах февраля.

### Тропический шторм Зака
Утром 5 февраля RSMC в Нанди сообщил о тропическом возмущении 10F, образовавшемся в 200 км к юго-востоку от Нукуалофы, Тонга. В течение дня возмущение постепенно саморганизовывалось и продвигалось на восток. В тот же день RSMC в Нанди классифицировал возмущение как тропическую депрессию. На следующий день усиление мощности продолжилось и RSMC переквалифицировал тропическую депрессию 10F в тропический циклон «Зака». Вскоре Зака пересёк 25° ю. ш. и TCWC Веллингтона получил ответственность по циклону. Через несколько часов после этого JTWC выпустил штормовое предупреждение и обозначил циклон аббревиатурой «12P». В полночь 6 февраля TCWC в Веллингтоне переклассифицировал Зака в тропический циклон второй категории. Утром следующего дня система циклона начала ослабевать и превратилась в тропический циклон первой категории. Несколько часов спустя TCWC в Веллингтоне изменил классификацию Зака, более не считая его тропическим циклоном. Вечером 7 февраля JTWC сообщил, что система циклона быстро ослабла и выпустил своё последнее штормовое предупреждение об этом циклоне.
Штормовые предупреждения публиковались на острове Рауль во время усиления циклона, так как он должен был принести большое количество осадков. Первоначально ожидалось, что Зака переместится южнее и ударит по Новой Зеландии. Тем не менее система быстро ослабла и прошла в нескольких милях к востоку от островов.

### Тропический циклон Ату
Утром 3 февраля RSMC в Нанди сообщил о формировании тропического возмущения 11F в 65 км к юго-западу от Порт-Вила, Вануату. В течение следующего дня система циклона постепенно перемещалась на север и усиливалась. Вечером 16 февраля возмущение переместилось на юго-юго-восток и усилилось до тропической депрессии. Следующим утром система стала более организованной, но конвекция неожиданно снизилась. Утром 18 февраля образовался глаз бури, благоприятный для формирования тропического циклона. Вечером того же дня JTWC начал мониторинг системы циклона, обозначив его как тропический циклон 17P. Утром следующего дня RSMC в Нанди повысил классификацию депрессии до тропического циклона первой категории и присвоил ему имя «Ату». В полночь 20 февраля RSMC в Нанди присвоил циклону вторую категорию, а шесть часов спустя — третью, а затем и четвёртую («тяжёлый тропический циклон»). Несмотря на то, что Ату стремительно усиливался, на следующий день он неожиданно ослаб из-за конвекционных процессов, происходивших в глазу бури. Утром 23 февраля Ату пересёк 25ю южную параллель и вошёл в зону ответственности TCWC в Веллингтоне как тропический циклон третьей категории. Вечером того же дня JTWC сообщил, что система стала экстратропической, выпустив финальное штормовое предупреждение по циклону Ату. В полночь 24 февраля TCWC в Веллингтоне сообщил, что Ату более не является тяжёлым тропическим циклоном. Через шесть часов TCWC в Веллингтоне понизил класс циклона, более не считая его тропическим.

### Тропическая депрессия 12F
7 марта TCWC в Брисбене и RSMC в Нанди сообщили о тропическом возмущении 21U, образовавшемся в австралийском регионе, в 1200 км от Порт-Вила, Вануату. В течение дня возмущение постепенно усиливалось и перемещалось на восток. Когда возмущение переместилось из австралийского региона и вошло в район Южной части Тихого Океана, RSMC в Нанди сообщил, что возмущение усилилось до тропической депрессии 12F. 19 марта циклон распался без дальнейшего усиления мощности.

### Тропический циклон Бьюн
22 марта RSMC в Нанди обнаружил, что в 112 км к северо-северо-западу от острова Фонуалеи, Тонга образовалась тропическое возмущение. Позже в тот же день оно усилилось до тропической депрессии. Было выпущено штормовое предупреждение для островов Восточного округа Фиджи. Когда циклон достиг линии перемены дат он продолжал усиливаться и получил имя «Бьюн». Перемещаясь в основном к югу, 25 марта циклон достиг третьей категории. Бьюн переместился на юг и распался 29 марта из-за сухого воздуха.

### Тропическое возмущение 14F
10 апреля RSMC в Нанди обнаружил, что к востоку от Вануату сформировалась тропическая депрессия. В течение следующего дня они отслеживали её перемещение на юго-восток. Возмущение не развивалось и 11 апреля окончательно распалось.

### Тропическая депрессия 15F
Вечером 15 апреля RSMC в Нанди, TCWC в Брисбене и Веллингтон сообщили, что тропическая депрессия 15F переместилась в бассейн южной части Тихого океана приблизительно в 570 км к востоку от Нумеа, Новая Каледония. Депрессия быстро перемещалась к юго-востоку и утром 17 апреля RSMC в Нанди совместно с TCWC Веллингтон выпустили окончательную рекомендацию по поводу депрессии, которая соединилась с фронтальной системой.

### Тропическая депрессия 17F
Утром 10 мая RSMC в Нанди начал отслеживание области пониженного давления, которая образовалась в 520 км к северо-западу от Аваруа на южном острове Кука, Раротонга. В течение дня область низкого давления быстро перемещалась на юго-восток, конвекция в системе усилилась и стала достаточно организованной для того, чтобы RSMC в Нанди объявил её тропической депрессией 17F. Поскольку система располагалась в области вертикальной турбулентности, дальнейшего развития системы не произошло. В течение следующего дня система быстро перемещалась на юго-восток. RSMC в Нанди выпустил своё последнее штормовое предупреждение по этой системе перед тем, как она переместилась в зону ответственности TCWC в Веллингтоне и стала экстратропической.

## Сезонные эффекты
В таблице перечислены все бури, которые развивались в южной части Тихого океана к востоку от 160-го меридиана восточной долготы в течение сезона 2010—2011. В ней показаны интенсивность тропических циклонов по австралийской шкале интенсивности, продолжительность, наименование, оползни, жертвы и разрушения. Все данные получены из Регионального специализированного метеорологического центра в Нанди (RSMC) и/или Центра предупреждения о тропических циклонах в Веллингтоне (TCWC).
| RSMC/JTWC Номер | Циклон Название | Даты активности         | Категория циклона на пике активности | 10 минутный пик устойчивого ветра | Давление гПа | Пострадавшие районы                             | Ущерб (USD)   | Жертвы | Ссылки          |
| --------------- | --------------- | ----------------------- | ------------------------------------ | --------------------------------- | ------------ | ----------------------------------------------- | ------------- | ------ | --------------- |
| 01F             | нет данных      | 24 ноября – 30 ноября   | Тропическая депрессия                | 65 км/ч (40 mph)                  | 999          | Вануату, Фиджи                                  | нет           | нет    | [ 17 ]          |
| 02F             | нет данных      | 31 декабря – 2 января   | Тропическое возмущение               | нет данных                        | 1004         | нет                                             | нет           | нет    |                 |
| 03F/05P         | Ваня            | 5 января – 15 января    | Категория 3 тропический циклон       | 120 км/ч (75 mph)                 | 970          | Вануату, Фиджи, Новая Каледония, Новая Зеландия | 11 миллионов  | нет    | [ 106 ]         |
| 04F             | нет данных      | 5 января – 7 января     | Тропическое возмущение               | нет данных                        | 1002         | нет                                             | нет           | нет    |                 |
| 05F/07P         | Зелия           | 16 января – 17 января   | Категория 3 тропический циклон       | 155 км/ч (100 mph)                | 957          | Новая Зеландия                                  | нет           | нет    | [ 40 ]          |
| 06F/08P         | Вилма           | 19 января – 28 января   | Категория 4 тропический циклон       | 185 км/ч (115 mph)                | 930          | Западное Самоа, Тонга, Новая Зеландия           | 22 миллиона   | 3      | [ 107 ] [ 108 ] |
| 07F             | нет данных      | 20 января – 22 января   | Тропическая депрессия                | 65 км/ч (40 mph)                  | 996          | нет                                             | нет           | нет    |                 |
| 08F/09P         | Энтони          | 24 января – 25 января   | Категория 1 тропический циклон       | 75 км/ч (45 mph)                  | 988          | нет                                             | нет           | нет    |                 |
| 09F/11P         | Яси             | 26 января – 31 января   | Категория 3 тропический циклон       | 65 км/ч (40 mph)                  | 1003         | Вануату                                         | 3 миллиона    | 1      |                 |
| 10F/12P         | Зака            | 5 февраля – 7 февраля   | Категория 2 тропический циклон       | 95 kм/ч (60 mph)                  | 985          | нет                                             | нет           | нет    |                 |
| 11F/17P         | Ату             | 13 февраля – 24 февраля | Категория 4 тропический циклон       | 165 км/ч (105 mph)                | 937          | Новая Каледония, Вануату                        | нет           | нет    |                 |
| 12F             | нет данных      | 7 марта – 19 марта      | Тропическая депрессия                | 45 км/ч (30 mph)                  | 1002         | нет                                             | нет           | нет    |                 |
| 13F/19P         | Бьюн            | 22 марта – 29 марта     | Категория 3 тропический циклон       | 130 км/ч (80 mph)                 | 970          | нет                                             | нет           | нет    |                 |
| 14F             | нет данных      | 10 апреля – 11 апреля   | Тропическое возмущение               | нет данных                        | 1005         | нет                                             | нет           | нет    |                 |
| 15F             | нет данных      | 15 апреля – 17 апреля   | Тропическая депрессия                | 55 км/ч (35 mph)                  | 999          | нет                                             | нет           | нет    |                 |
| 16F             | нет данных      | 28 апреля – 30 апреля   | Тропическая депрессия                | нет данных                        | 1002         | нет                                             | нет           | нет    |                 |
| 17F             | нет данных      | 10 мая – 11 мая         | Тропическая депрессия                | 55 км/ч (35 mph)                  | 1000         | нет                                             | нет           | нет    |                 |
| Итого в сезоне  |                 |                         |                                      |                                   |              |                                                 |               |        |                 |
| 17 возмущений   | 17 возмущений   | 24 Ноября — 11 мая      |                                      | 185 км/ч (115 mph)                | 978          |                                                 | >36 миллионов | 4      |                 |

## Названия циклонов
В южной части Тихого океана тропические депрессии должны достичь силы тропических циклонов со скоростью ветра, превышающей 65 км/ч, (40 mph), а конвективные потоки должны проходить как минимум половину своего пути вокруг центра циклона. Имена тропическим депрессиям, развивающимся в тропические циклоны между экватором и 25° южной широты, и между 160° восточной долготы — 120° западной долготы даёт Региональный специализированный метеорологический центр в Нанди, Фиджи (RSMC Nadi). Имена тропическим депрессиям, развивающимся к югу от 25° южной широты и между 160° восточной долготы и 120° западной долготы присваиваются в сотрудничестве с RSMC Nadi Центром предупреждения о тропических циклонах в Веллингтоне, Новая Зеландия (TCWC Wellington). В том случае, если тропический циклон покидает бассейн южной части Тихого океана и перемещается в область Австралии, он снова получает своё оригинальное название. Первое имя, использованное в сезоне — Ваня. Последнее — Бьюн.
| - Ваня (англ. Vania) - Вилма (англ. Wilma) | - Яси (англ. Yasi) - Зака (англ. Zaka) | - Ату (англ. Atu) - Бьюн (англ. Bune) |